# 斯托克韦尔
斯托克韦尔（英語：Stockwell）是英格兰伦敦兰贝斯区的一个地名。位於布里克斯頓、克拉珀姆、沃克斯豪爾和肯寧頓之間。有A3路經過。13至19世紀，斯托克韋爾是倫敦近郊的農業小鎮，19世紀開始，逐漸成為中產階級的郊區住宅。